# Anton Maresch
Anton Maresch (Graz, 8 agosto 1991) è un ex cestista austriaco.